# Parazitism nidicol

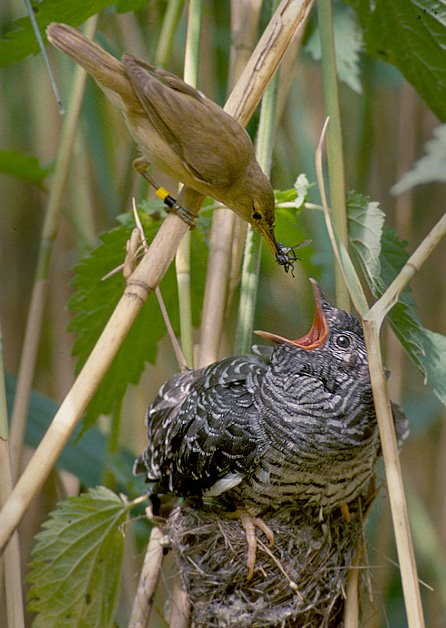
Un lăcar de stuf (Acrocephalus scirpaceus) hrănește un pui adoptiv de cuc (Cuculus canorus), care este o specie parazită la cuib. Femela cucului își depune oul în cuibul lăcarului și lasă clocitul și crescutul puiului pe seama lui.

Parazitismul nidicol sau parazitismul la cuib este o formă particulară de reproducere în care unele specii de animale își depun ouăle în cuibul altor animale din aceeași specie sau în cuibul altor specii, lăsând incubația ouălor și crescutul puilor până la maturitate pe seama speciei gazdă. Acest comportament se întâlnește la păsări, salamandre, pești și insecte. Parazitismul la cuib are loc sub două forme: parazitismul la cuib conspecific (sau intraspecific) în care femelele își depun ouăle în cuibul altor animale din aceeași specie și parazitismul la cuib interspecific în care femelele își depun ouăle în cuibul altor specii.
Cel mai cunoscut exemplu de parazitism la cuib interspecific este cucul (Cuculus canorus), care parazitează cuiburile diferitelor specii de păsări mici paseriforme, în cuibul cărora femela de cuc își depune ouăle. Ouăle sunt depuse la intervale mari, câte unul în câte un cuib străin, așa încât ponta se eșalonează pe circa 2 luni. Ouăle cucului au colorit variabil la diferite femele, acesta fiind asemănător ouălor speciei gazdă pe care cucul o parazitează. Perioada de incubație este de circa 11-12 zile, mai scurtă decât a gazdelor, ceea ce-i dă posibilitate puiului de cuc să iasă din ou înaintea puilor gazdei. Puiul de cuc aruncă din cuib ouăle sau puii gazdei și rămâne astfel singurul consumator al hranei pe care o cară părinții adoptivi. Aceștia hrănesc puiul de cuc, care nu seamănă deloc cu cel propriu, până ce crește mare și devine independent, fără să-și fi cunoscut vreodată adevărații săi părinți.
Rața cu ciuf  (Netta rufina) este o specie care practică frecvent parazitismul la cuib conspecific, femelele depunând ponta în cuibul altor femele din aceeași specie sau chiar din alte specii de rațe.
Parazitismul nidicol este cunoscut nu numai la rațe și cuci, ci și în familiile ploceide, icteride, indicatoride. Există o trecere gradată de la un parazitism nidicol ocazional, cum este, de exemplu, la cucul erete (Hierococcyx sparverioides) din Himalaia și Asia de est, care își depune ouăle în cuiburi străine, dar uneori le clocește și el, până la parazitismul obligatoriu al cucului.